# Степанов Василь Сергійович
Василь Сергійович Степанов (рос. Васи́лий Серге́евич Степа́нов; нар. 14 січня 1986) — російський актор, виконавець головної ролі Максима Каммерера в кінематографічній дилогії «Населений острів».

## Життєпис
Василь Степанов народився 14 січня 1986 року в Москві. Батько Василя родом із Смоленської області, села Крупениха, за професією міліціонер, мати — касир-продавець, раніше вчителька. Є молодший брат Максим.
У дитинстві часто проводив канікули в селі, у бабусі. Був, за власними словами, «задиракою, важкою дитиною». Закінчив технікум фізичної культури і спорту, отримавши спеціальність викладача, незважаючи на це Василь є курцем із стажем. Під час навчання займався рукопашним боєм, є кандидатом в майстри спорту.
Після технікуму вступив до юридичного інституту, але, недовго провчившись, пішов з нього. Працював барменом. Знявся в рекламному ролику «Я вибираю службу за контрактом», що агітує за контрактну службу в армії, попри те, що в армії Василь не служив.

### Навчання та початок кар'єри
За порадою друзів, вирішив спробувати свої сили, вступивши на курси акторської майстерності при ВДІК. Вступав до декілька театральних вузів, у тому числі і у ВДІК. Закінчив Щукінське театральне училище, учень Владимира Поглазова. На одному з прослуховувань познайомився з Павлом Каплевичем, кастингом «Населеного острова», що займався. Федір Бондарчук оцінив зовнішність Степанова і затвердив його на роль Максима Каммерера. Для зйомок у фільмі Василь брав академічну відпустку, починав вчитися він на курсі Р. Ю. Овчиннікова.

## Фізичні дані
Зріст — 192 см.
Василь Степанов не натуральний блондин, перше фарбування волосся було зроблено актором спеціально для зйомок у фільмі «Населений острів».

## Інші проєкти
У серпні 2009 року Василь Степанов став обличчям проекту «Влечение» — роману, випущеного видавництвом «Эксмо». У 2011 році був таким, що веде музично-розважальної програми «Давно не бачилися»! на каналі «ТБ Центр».

## Театральні роботи
27 березня і 16 квітня 2011 року — «Вероніка вирішує померти» по Пауло Коельйо, Театр Юрія Васильєва; у ролі — Едуарда (складна роль німого шизофреніка).

## Фільмографія
- 2008 — «Населений острів: Фільм перший» — Максим Каммерер
- 2009 — «Населений острів: Сутичка» — Максим Каммерер
- 2011 — «Страховий випадок» — Артем
- 2011 — «Поцілуй Сократа» — Костя
- 2013 — « Околофутбола» — диктор

## Цікаві факти
- На момент зйомок фільму «Населений острів» актор гаркавив, тому Максима Каммерера озвучив Максим Матвєєв[9].